# Final de la Copa de Oro de la Concacaf 2005

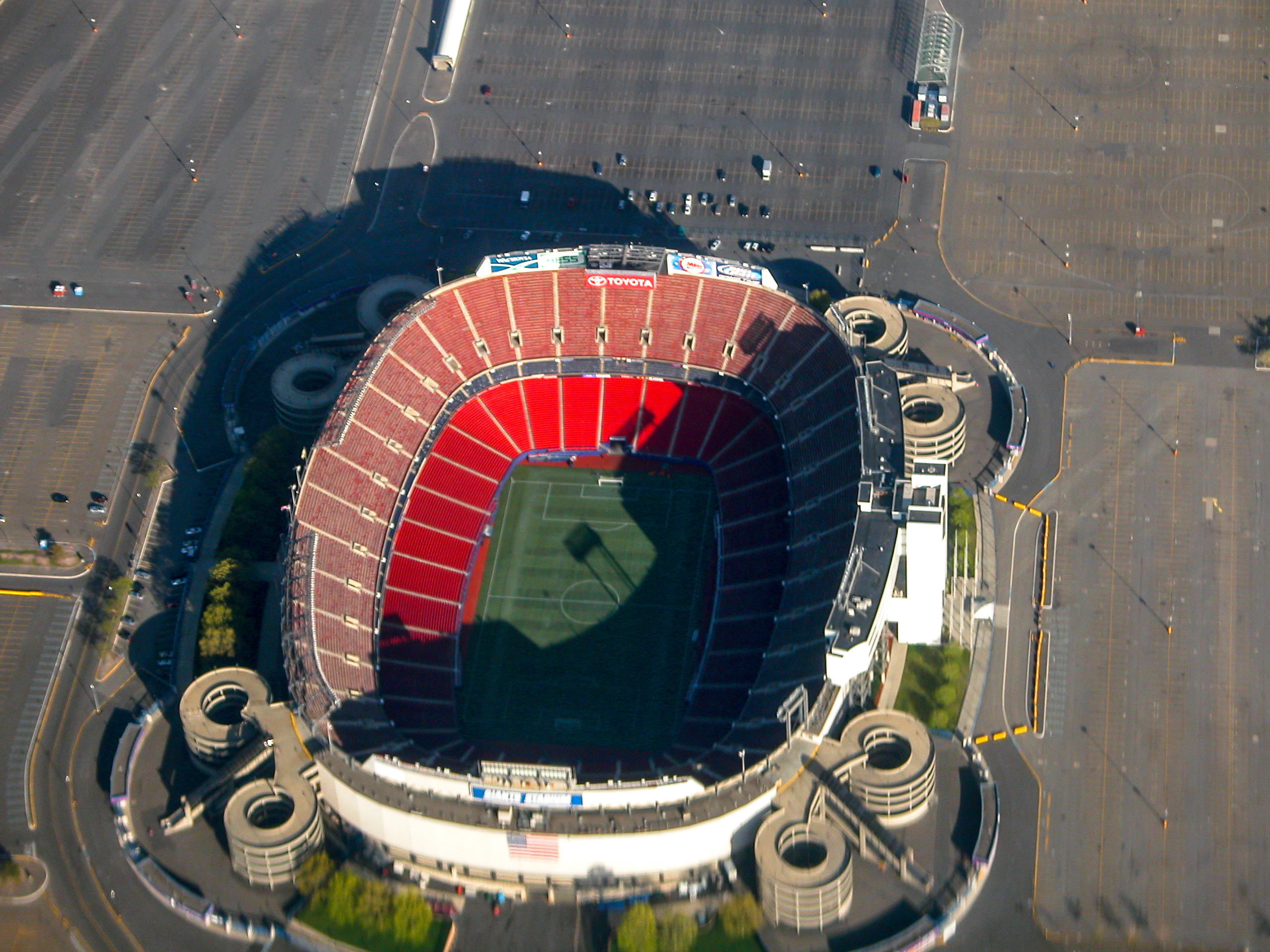
El Giants Stadium fue el recinto elegido para la final de la competición.

La final de la Copa de Oro de la Concacaf de 2005 se disputó en el Giants Stadium el 24 de julio de 2005. Los equipos que llegaron al último partido del torneo fueron los locales Estados Unidos y la selección de Panamá que por primera vez disputaba esta instancia. Esta fue la segunda final que termina sin goles y que debe decidirse al campeón a través de la tanda de penales. Este hecho ocurrió anteriormente en 1991 donde Estados Unidos también fue campeón.

## Enfrentamiento
| Bandera de Estados Unidos | vs. | Bandera de Panamá |
| Estados Unidos 0 (3)      | vs. | Panamá 0 (1)      |
| ------------------------- | --- | ----------------- |

## Camino a la final
| Equipo         | Pts. | PJ | PG | PE | PP | GF | GC | Dif |
| -------------- | ---- | -- | -- | -- | -- | -- | -- | --- |
| Estados Unidos | 7    | 3  | 2  | 1  | 0  | 6  | 1  | 5   |
| Costa Rica     | 7    | 3  | 2  | 1  | 0  | 4  | 1  | 3   |
| Canadá         | 3    | 3  | 1  | 0  | 2  | 2  | 4  | -2  |
| Cuba           | 0    | 3  | 0  | 0  | 3  | 3  | 9  | -6  |

| Equipo            | Pts. | PJ | PG | PE | PP | GF | GC | Dif |
| ----------------- | ---- | -- | -- | -- | -- | -- | -- | --- |
| Honduras          | 7    | 3  | 2  | 1  | 0  | 4  | 2  | 2   |
| Panamá            | 4    | 3  | 1  | 1  | 1  | 3  | 3  | 0   |
| Colombia          | 3    | 3  | 1  | 0  | 2  | 3  | 3  | 0   |
| Trinidad y Tobago | 2    | 3  | 0  | 2  | 1  | 3  | 5  | -2  |

## Partido
| 18         | Guardameta     | Kasey Keller     |      |
| 2          | Defensa        | Frankie Hejduk   |      |
| 3          | Defensa        | Greg Vanney      |      |
| 4          | Defensa        | Oguchi Onyewu    |      |
| 12         | Defensa        | Jimmy Conrad     |      |
| 5          | Centrocampista | John O'Brien     |      |
| 7          | Centrocampista | DaMarcus Beasley | 114' |
| 14         | Centrocampista | Chris Armas      |      |
| 8          | Delantero      | Clint Dempsey    | 84'  |
| 10         | Delantero      | Landon Donovan   |      |
| 16         | Delantero      | Josh Wolff       | 62'  |
| Entrenador | Entrenador     | Bruce Arena      |      |

| 1          | Guardameta     | Jaime Penedo           |     |
| 2          | Defensa        | Carlos Rivera          |     |
| 3          | Defensa        | Luis Moreno            |     |
| 4          | Defensa        | José Anthony Torres    |     |
| 5          | Defensa        | Felipe Baloy           |     |
| 6          | Centrocampista | Gabriel Gómez          |     |
| 8          | Centrocampista | Alberto Blanco         |     |
| 10         | Centrocampista | Julio Medina           | 87' |
| 20         | Centrocampista | Engie Mitre            | 43' |
| 7          | Delantero      | Jorge Dely Valdés      |     |
| 18         | Delantero      | Luis Tejada            |     |
| Entrenador | Entrenador     | José Eugenio Hernández |     |

| 9  | Delantero      | Santino Quaranta | 62'  |
| 21 | Centrocampista | Brad Davis       | 84'  |
| 15 | Centrocampista | Ben Olsen        | 114' |

| 21 | Centrocampista | Ángel Luis Rodríguez | 43' |
| 17 | Defensa        | Luis Henríquez       | 87' |

| Amonestado | 86'  | Brad Davis     |
| Amonestado | 119' | Frankie Hejduk |

| Amonestado | 62' | Gabriel Enrique Gómez |

|                  |                  | 0:0 | Fallo de penal   | Luis Tejada       |
| Santino Quaranta | Acierto de penal | 1:0 |                  |                   |
|                  |                  | 1:0 | Fallo de penal   | Jorge Dely Valdés |
| Chris Armas      | Fallo de penal   | 1:0 |                  |                   |
|                  |                  | 1:1 | Acierto de penal | Felipe Baloy      |
| Landon Donovan   | Acierto de penal | 2:1 |                  |                   |
|                  |                  | 2:1 | Fallo de penal   | Alberto Blanco    |
| Brad Davis       | Acierto de penal | 3:1 |                  |                   |

| Árbitro             | Carlos Batres     |
| Árbitros asistentes | Héctor Vergara    |
| Árbitros asistentes | Arturo Velásquez  |
| Cuarto árbitro      | Peter Prendergast |

| 18         | Guardameta     | Kasey Keller     |      |
| 2          | Defensa        | Frankie Hejduk   |      |
| 3          | Defensa        | Greg Vanney      |      |
| 4          | Defensa        | Oguchi Onyewu    |      |
| 12         | Defensa        | Jimmy Conrad     |      |
| 5          | Centrocampista | John O'Brien     |      |
| 7          | Centrocampista | DaMarcus Beasley | 114' |
| 14         | Centrocampista | Chris Armas      |      |
| 8          | Delantero      | Clint Dempsey    | 84'  |
| 10         | Delantero      | Landon Donovan   |      |
| 16         | Delantero      | Josh Wolff       | 62'  |
| Entrenador | Entrenador     | Bruce Arena      |      |

| 1          | Guardameta     | Jaime Penedo           |     |
| 2          | Defensa        | Carlos Rivera          |     |
| 3          | Defensa        | Luis Moreno            |     |
| 4          | Defensa        | José Anthony Torres    |     |
| 5          | Defensa        | Felipe Baloy           |     |
| 6          | Centrocampista | Gabriel Gómez          |     |
| 8          | Centrocampista | Alberto Blanco         |     |
| 10         | Centrocampista | Julio Medina           | 87' |
| 20         | Centrocampista | Engie Mitre            | 43' |
| 7          | Delantero      | Jorge Dely Valdés      |     |
| 18         | Delantero      | Luis Tejada            |     |
| Entrenador | Entrenador     | José Eugenio Hernández |     |

| 9  | Delantero      | Santino Quaranta | 62'  |
| 21 | Centrocampista | Brad Davis       | 84'  |
| 15 | Centrocampista | Ben Olsen        | 114' |

| 21 | Centrocampista | Ángel Luis Rodríguez | 43' |
| 17 | Defensa        | Luis Henríquez       | 87' |

| Amonestado | 86'  | Brad Davis     |
| Amonestado | 119' | Frankie Hejduk |

| Amonestado | 62' | Gabriel Enrique Gómez |

|                  |                  | 0:0 | Fallo de penal   | Luis Tejada       |
| Santino Quaranta | Acierto de penal | 1:0 |                  |                   |
|                  |                  | 1:0 | Fallo de penal   | Jorge Dely Valdés |
| Chris Armas      | Fallo de penal   | 1:0 |                  |                   |
|                  |                  | 1:1 | Acierto de penal | Felipe Baloy      |
| Landon Donovan   | Acierto de penal | 2:1 |                  |                   |
|                  |                  | 2:1 | Fallo de penal   | Alberto Blanco    |
| Brad Davis       | Acierto de penal | 3:1 |                  |                   |

| Árbitro             | Carlos Batres     |
| Árbitros asistentes | Héctor Vergara    |
| Árbitros asistentes | Arturo Velásquez  |
| Cuarto árbitro      | Peter Prendergast |

|                           |
| Bandera de Estados Unidos |
| Campeón Estados Unidos    |
| 3.er título               |